# Визовая политика Нигерии

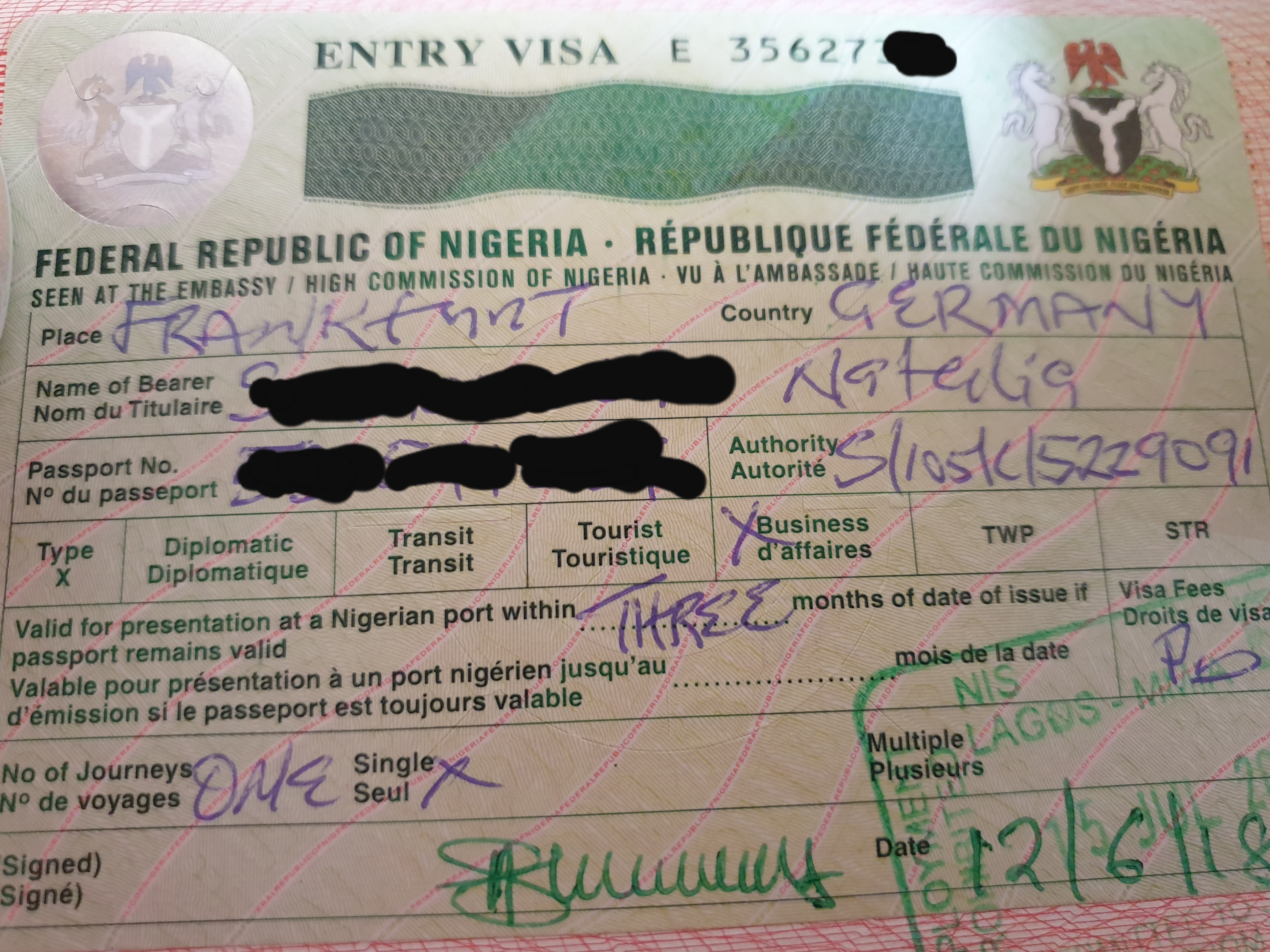
Рабочая виза Нигерии, выданная в Германии

Визовая политика Нигерии состоит из требований, предъявляемых к иностранным гражданам для поездок в Нигерию, въезда в данную страну и пребывания в ней. В соответствии с законодательством, посетители Нигерии должны получить визу в одной из дипломатических миссий Нигерии, если они не являются гражданами стран, освобождённых от виз. Виза также не требуется для бывших граждан Нигерии, имеющих действующий заграничный паспорт вместе с нигерийским паспортом с истёкшим сроком действия.

## Карта визовой политики

Нигерия
Безвизовый въезд
Виза по прибытии
Требуется получение визы

## Освобождение от визы
Граждане следующих стран могут посещать Нигерию, не имея визы:
- Бенин
- Буркина-Фасо
- Камерун
- Кабо-Верде
- Чад
- Кот-д’Ивуар
- Гамбия
- Гана
- Гвинея
- Гвинея-Бисау
- Либерия
- Мали
- Нигер
- Сенегал
- Сейшельские Острова
- Сьерра-Леоне
- Того

Граждане Кении могут получить визу по прибытии на срок до 90 дней. В декабре 2019 года президент Нигерии Мохаммаду Бухари объявил, что визы по прибытии будут выдаваться всем африканским путешественникам, с января 2020 года.
Обладатели письменного разрешения на выдачу электронной визы, выданного Главным управлением иммиграционной службы в Абудже, могут получить визу по прибытии при наличии визовой анкеты и квитанции об оплате электронной визы, а также пригласительного письма от нигерийской компании, принимающей на себя иммиграционные обязанности.

### Въезд по дипломатическим паспортам
Освобождение от нигерийской визы также распространяется на владельцев дипломатических или служебных паспортов следующих стран:
- Бразилия
- Китай
- Турция
- Намибия
- ЮАР

Граждане Китая, имеющие паспорта для государственных дел, не нуждаются в визе на срок до 30 дней. Соглашение об освобождении от виз для владельцев дипломатических и служебных паспортов также было подписано с Вьетнамом в октябре 2019 года.